# السا جین
السا جین (انگلیسی: Elsa Jean)؛ (زادهٔ ۱ سپتامبر ۱۹۹۶ در کانتون، اوهایو) بازیگر پورنوگرافی اهل ایالات متحده آمریکا است.

## زندگی‌نامه
السا جین در سپتامبر ۱۹۹۶ در کانتون، شهرستان استارک واقع در ایالت اوهایو ایالات متحده آمریکا متولد شد. وی در سن ۱۶ سالگی از دبیرستان فارغ‌التحصیل شد. و توانست در رشتهٔ دستیار جراح در دانشگاه جورج میسون پذیرفته شود.
در نهایت جین تصمیم گرفت که تحصیل دانشگاهی در این رشته و حرفه را رها کند و کارش را به عنوان رقاص برهنه آغاز کرد؛ این کار نیز در سال ۲۰۱۵ با ورودش به صنعت پورن در ۱۹ سالگی به پایان رسید.
او به عنوان یک بازیگر پورن در استودیوهایی چون X-Art ,Blacked ,Vixen ,Evil Angel ,New Sensations و Airerose Entertainment کار کرده‌است. علاوه بر این، در وب سایت‌های مختلف مانند Zefporn ,Team Skeet و Ero Curves نیز ایفای نقش کرده‌است.
نام هنری او از شخصیت اصلی یکی از انیمیشن‌های دیزنی به نام منجمد گرفته شده‌است.
در سال ۲۰۱۶ او در جشنواره ایکس‌بیز برای بهترین بازیگر نقش اول زن نامزد شد. در همان سال، او در جوایز AVN از طرف طرفداران برای داغ‌ترین بازیگر زن نامزد شد، و همچنین به همراه جینا ساتیوا به عنوان دختر برگزیده انتخاب شد.
در سال ۲۰۱۷ او برنده جایزه XBIZ برای بهترین صحنه سکس در ویگنت شد؛ وی این جایزه را برای بازی با رایان دریلر در فیلم All Saints Saints به دست آورد.
در سال ۲۰۱۸ او برندهٔ جایزه ای‌وی‌ان بهترین فیلم سکسی گروه لزبین به همراه ملیسا مور و آدریا رای شد.
در سال2023 او بازنشستگی خود را از صنعت پورن به دلیل حفظ سلامت جسمی اش اعلام کرد.
وی تاکنون در 522 فیلم به عنوان بازیگر ایفای نقش کرده است.